# Andreína Castro
Andreína Vanessa Castro Martínez (Maracay; 16 de julio de 1991) es una modelo, presentadora de televisión y exreina de belleza venezolana, ganadora del concurso Teen Model Venezuela 2007, y representante del Estado Aragua en el certamen Miss Venezuela 2009, el 24 de septiembre de 2009, donde logró clasificarse hasta el Top 10. en febrero de 2013 se estrena como conductora de Lo Actual en Televen. Actualmente se desarrolla como presentadora del programa de farándula La Bomba también de Televen.